# Princesse de Xiaohe
La Princesse de Xiaohe (chinois : 小河公主) ou petite princesse de la petite rivière a été trouvée en 2003 au cimetière Xiaohe à dans le Lopnur, au Xinjiang. Elle est également connue sous le nom de M11 qui est le numéro de la tombe dans laquelle elle a été retrouvée. Elle a été enterrée vers 1800 av. J.-C. et montre des caractéristiques européennes, comme beaucoup d'autres momies de ce complexe. Elle est exceptionnellement bien conservée, avec des vêtements, des cheveux et des cils encore intacts.

## Découverte

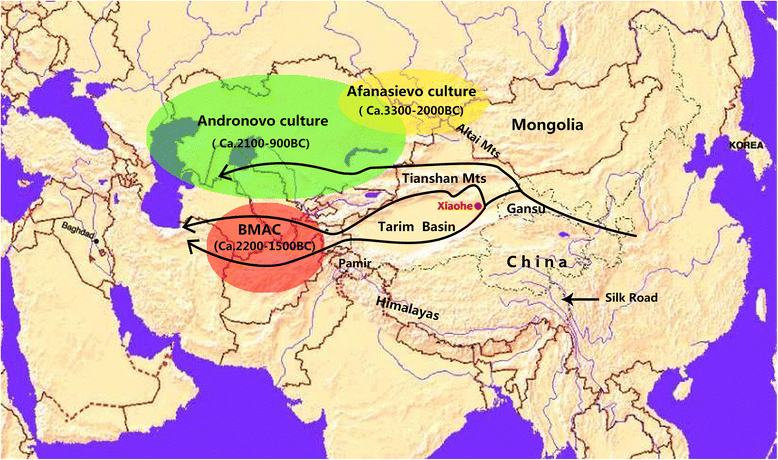
Carte du bassin du Tarim et des environs. Xiaohe est marqué en rouge près du centre de la carte.

La princesse de Xiaohe a été déterrée par les archéologues de l'Institut d'archéologie du Xinjiang au cimetière Xiaohe no 5, tombe 11, à 102 km à l'ouest de Loulan, Lop Nur, Xinjiang en 2003. Les archéologues l'ont nommée princesse de Xiaohe en raison de son état de conservation et de sa beauté, et non de son statut social : il n'y a en effet aucune raison de croire qu'elle était plus importante que les autres momies enterrées dans le complexe. Elle faisait partie de la culture Xiaohe et a été enterrée vers 1800 av. J.-C.
Elle est exceptionnellement bien conservée, avec de longs cils, des vêtements et des cheveux encore intacts. Les archéologues attribuent sa conservation aux conditions sèches et salées du désert et aux cercueils hermétiquement fermés, qui étaient enveloppés dans du cuir de vache avant d'être enterrés. Au fur et à mesure que la peau de vache séchait, elle rétrécissait, scellant les cercueils. Le corps n'a pas été embaumé avant la mort, mais momifié naturellement en raison du climat et de la méthode d'inhumation.

## Apparitions et objets funéraires
La princesse a les cheveux blonds et de longs cils, avec certains traits du visage plus similaires aux Indo-européens, tels que des pommettes saillantes et la peau pâle. Elle semble sourire légèrement. Elle mesurait 152 centimètres. Elle a été enterrée vêtue d'un chapeau de feutre blanc, d'un manteau de laine blanche avec des glands et d'une jupe à cordes, avec des bottes en cuir doublées de fourrure aux pieds. Elle avait un collier de corde rouge et un bracelet avec une perle de jade sur son bras droit. Elle a été enterrée avec des épingles en bois et trois petits sachets d'éphédra. Des brindilles et des branches d'éphédra étaient placées à côté du corps. Des grains de blé et de millet, des cordes faites de tendons d'animaux et des oreilles d'animaux étaient répartis sur son corps. Un objet phallique en bois était placé entre ses seins. Comme les autres momies du cimetière de Xiaohe, elle a été enterrée dans un cercueil en forme de bateau surmonté d'un poteau en bois. Sa tombe n'avait pas été dérangée depuis son enterrement lorsqu'elle a été découverte par des archéologues en 2003.
Des morceaux de fromage ont été trouvés sur son cou et sa poitrine, constituant peut-être une forme de nourriture pour l'au-delà. Les archéologues ne savaient pas au départ comment identifier les amas sur son corps. Cependant, une étude menée en 2014 par Andrej Shevchenko a montré qu'il s'agissait de fromage. Le fromage trouvé sur les momies de ce cimetière est le plus ancien fromage conservé au monde, probablement fabriqué avec une base de kéfir,. Son corps entier et ses bottes étaient également enduits d'une substance blanche, probablement aussi un produit laitier, mais jusqu'à présent d'origine inconnue.

## Expositions
En 2010, elle a été exposée au Bowers Museum (en) de Santa Ana, en Californie, au Houston Museum of Natural Science et au University of Pennsylvania Museum of Archaeology and Anthropology. En 2019, elle a été exposée au Musée d'art et d'archéologie Arthur M. Sackler de l'Université de Pékin. Elle a été présentée dans le premier épisode de la série documentaire La route de la soie (série télévisée japonaise) (en).

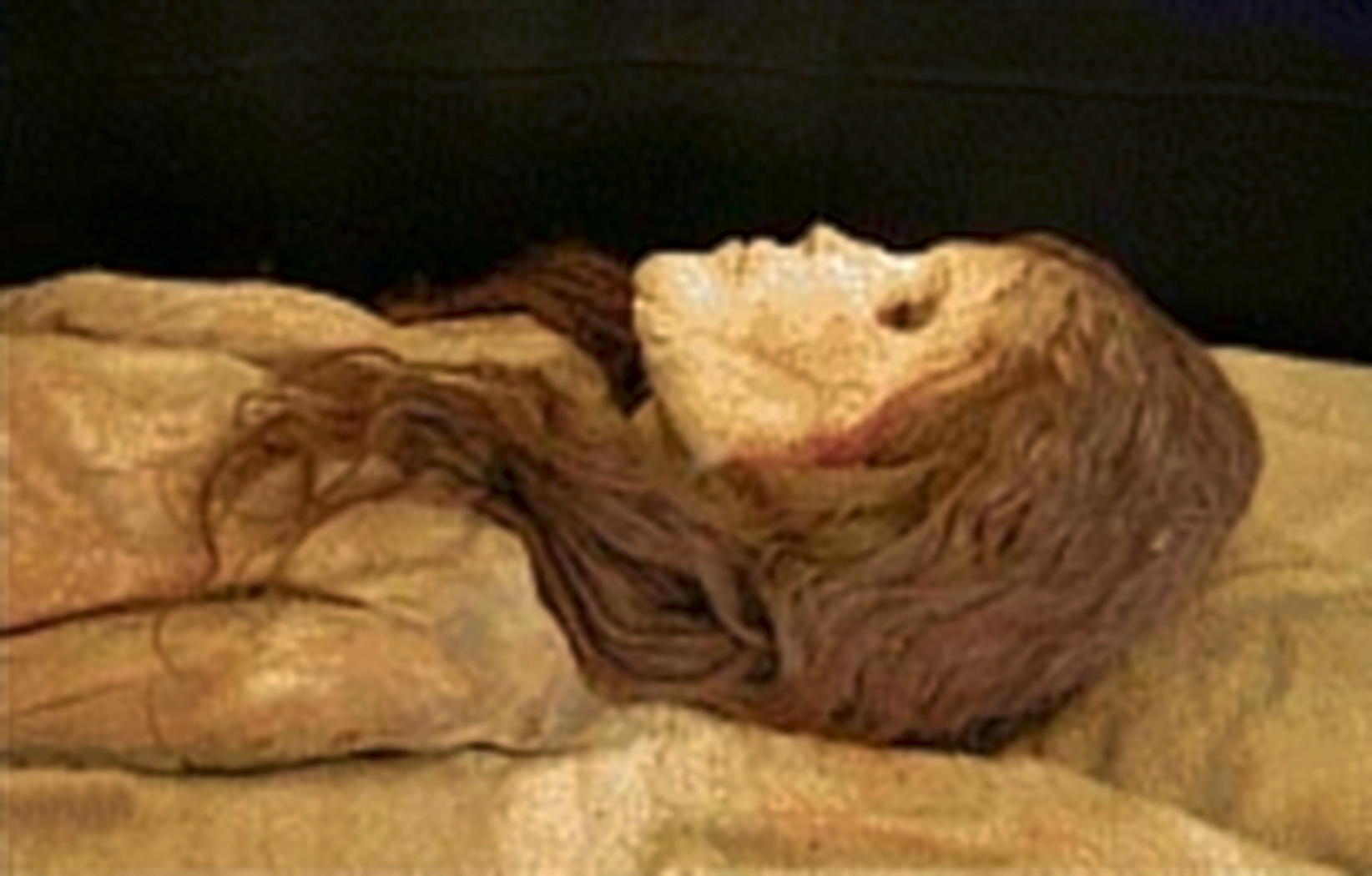
Princesse de Xiaohe.
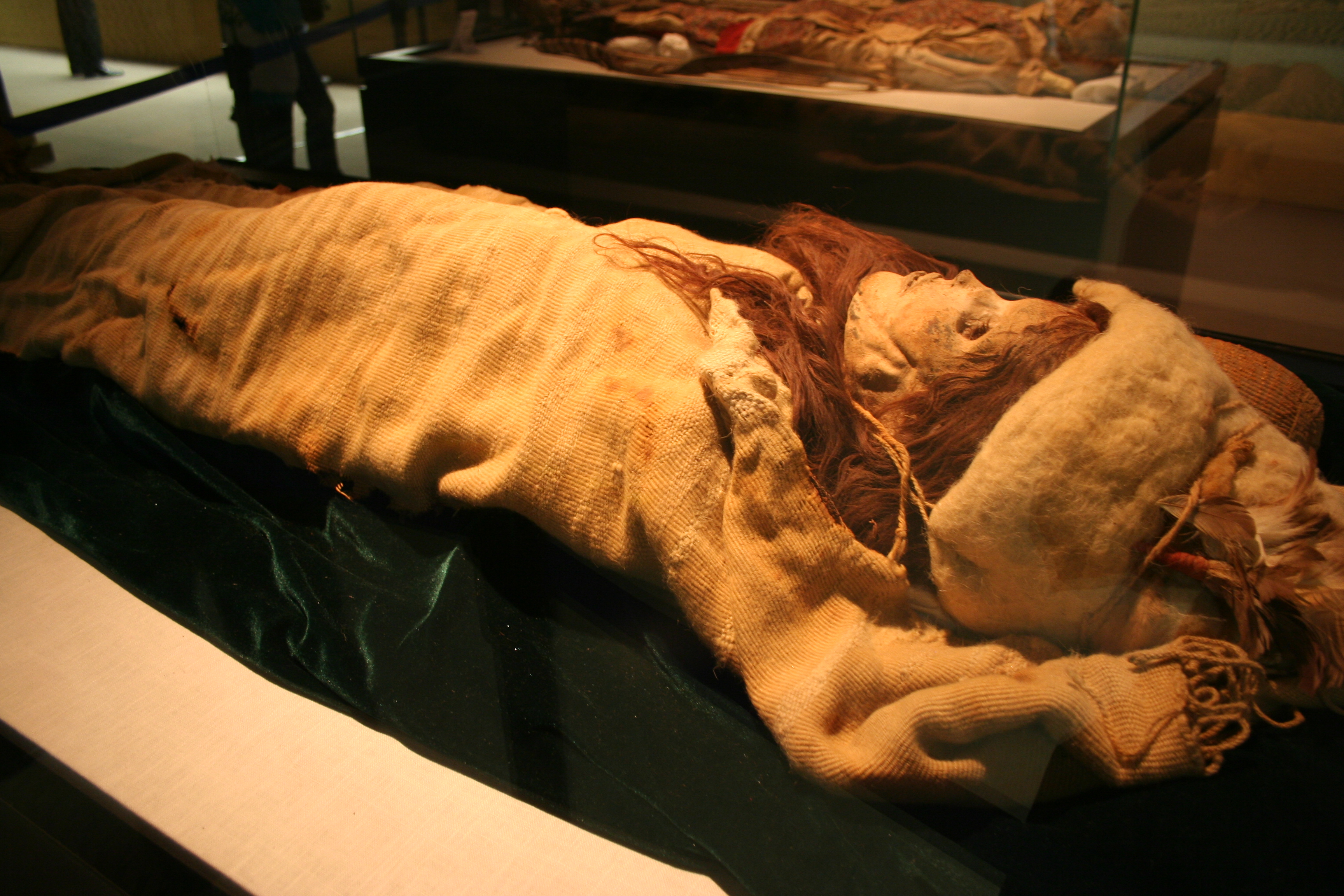
Princesse de Xiaohe.
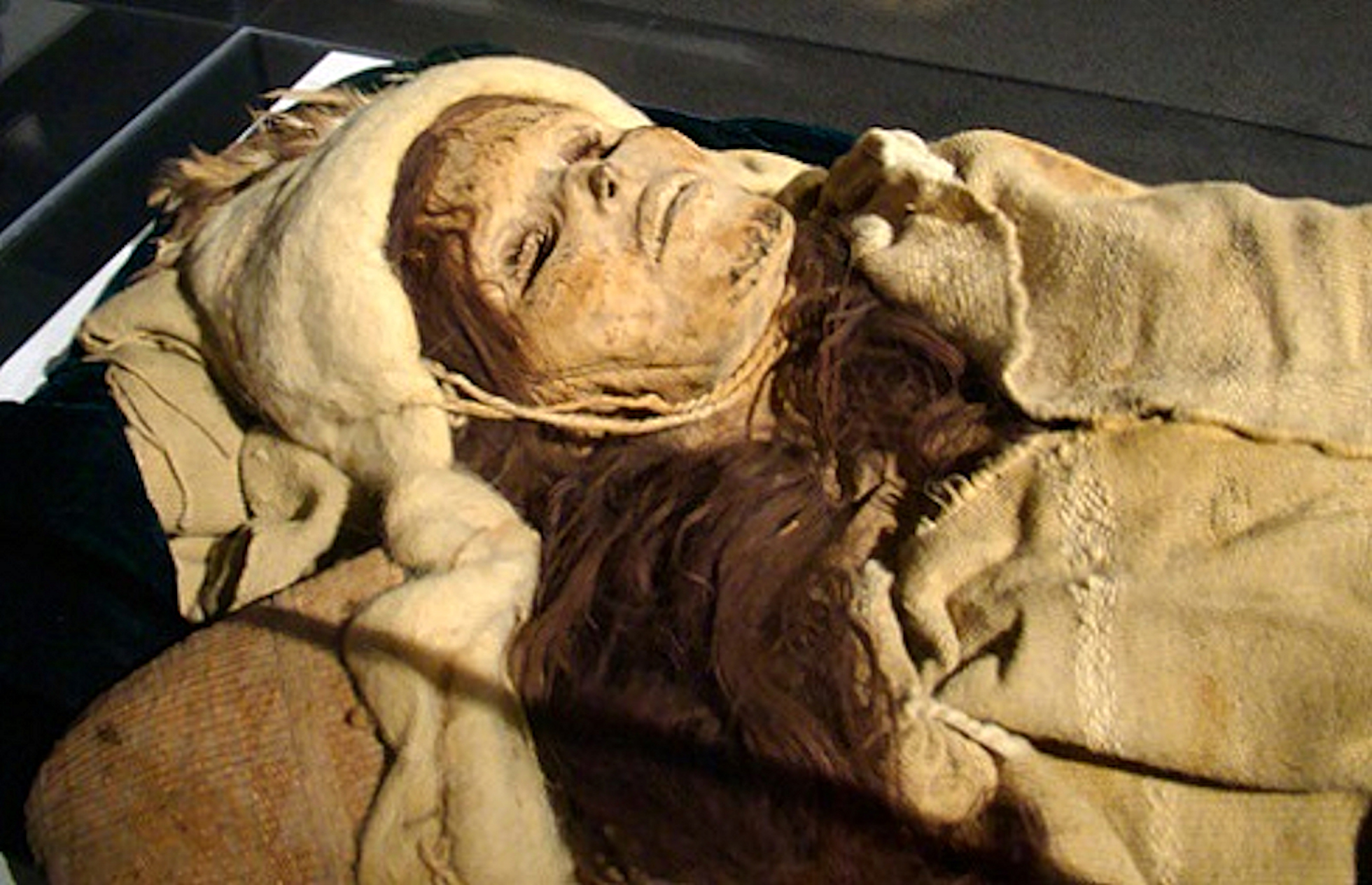
Princesse de Xiaohe.
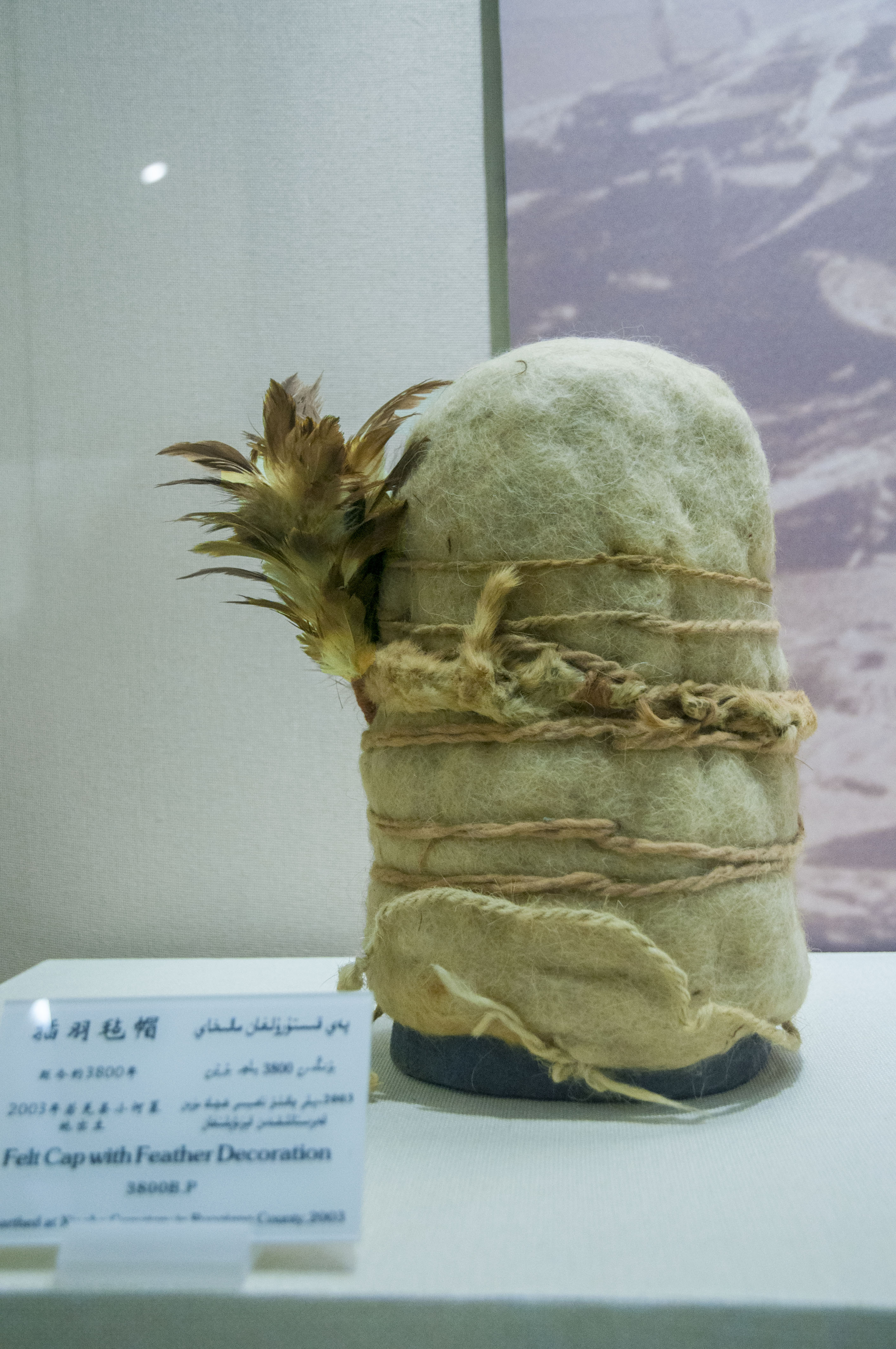
Chapeau en feutre de la Princesse de Xiaohe.